# Ле Фосе (Фрозиноне)
Ле Фосе је насеље у Италији у округу Фрозиноне, региону Лацио.
Према процени из 2011. у насељу је живело 93 становника. Насеље се налази на надморској висини од 249 м.